# タティアナ・グデルツォ
タティアナ・グデルツォ（Tatiana Guderzo、1984年8月22日 - ）は、イタリア、マロスティカ出身の女子自転車競技（ロードレース）選手。

## 経歴
2004年
- 世界選手権・個人ロードレース2位。

2005年
- イタリア選手権・個人タイムトライアル(ITT)優勝。

2007年
- イタリア選手権・個人追い抜き優勝。

2008年
- 北京オリンピック・個人ロードレース3位
- イタリア選手権・ITT優勝。

2009年
- 世界選手権・個人ロードレース優勝。

2010年
- イタリア選手権・ITT優勝。

2012年
- イタリア選手権・ITT優勝。